# Lib (Illes Marshall)
Lib (en marshallès: Ellep) és una illa de l'oceà Pacífic que forma un districte legislatiu de la cadena de Ralik de les Illes Marshall. Té una superfície de tan sols 0,93 km² i el 2021 tenia 156 habitants.

## Història
El primer albirament registrat pels europeus de l'illa Lib va tenir lloc el 8 de gener de 1565 pel navegant espanyol Alonso de Arellano comandant el patatxo San Lucas. Va ser anomenat per Arellano com Los Nadadores. En el seu relat sobre l'albirament Arellano indicà que els seus habitants remarien bé en una galera perquè eren grans i guerrers, experts en llançar pedres amb fones. També comentà que es trobava a mil llegües de terra ferma.
El capità Thomas Dennet, del vaixell britànic Britannia, va albirar l'illa el 1797 en la ruta d'Austràlia a la Xina i la va anomenar Princess Island.